# TT266
La tombe thébaine TT 266 est située à Deir el-Médineh, dans la nécropole thébaine, sur la rive ouest du Nil, face à Louxor en Égypte.
C'est la tombe d'un dénommé Amenakhte, artisan en chef du Seigneur des Deux Terres dans la Set Maât her imenty Ouaset (« place de Maât » ou « place de vérité »). La tombe date de la XIXe dynastie.